# Haven (téléfilm, 2001)
Pour les articles homonymes, voir Haven.
Haven est un téléfilm américano-canadien réalisé par John Gray, diffusé en 2001.

## Fiche technique
- Réalisation et scénario : John Gray
- Musique :
- Distribution :

## Distribution
- Gordon Currie - Jimmy
- Henry Czerny - Ernst
- Colm Feore  - Bruno
- Tamara Gorski - Manya
- Bruce Greenwood - Myles Billingsley
- Brooke Nevin - Terri Sayles
- Natasha Richardson - Ruth Gruber
- Sebastian Roché - Johan
- Kenneth Welsh - Harry Truman
- Jonathan Watton - Henry